# Buccinoidea
Buccinoidea Rafinesque, 1815 è una superfamiglia di molluschi gasteropodi della sottoclasse Caenogastropoda.

## Descrizione
I Buccinoidea sono il gruppo più diffuso geograficamente ed ecologicamente diversificato all'interno dei Neogastropoda. Apparse per la prima volta durante il Cretaceo inferiore Valanginiano, queste lumache predatrici si sono irradiate per occupare la maggior parte degli habitat marini bentonici che vanno dai tropici ai poli e dalla zona intertidale alle profondità della Zona adopelagica. Diversi membri delle famiglie Nassariidae e Buccinidae sono presenti nei bacini di acqua dolce.
I Buccinoidea si distinguono facilmente per i loro gusci solitamente debolmente scolpiti, da conici a fusiformi, per la loro distintiva radula rachiglossa con denti laterali multicuspidi, proboscide da lunga a molto lunga, nonché per l'assenza di una ghiandola rettale e ghiandole salivari accessorie.
I Buccinoidea hanno avuto origine nel tardo Mesozoico.

## Tassonomia
La superfamiglia risulta composta da dieci famiglie di cui una fossile:
- Famiglia Belomitridae Kantor, Puillandre, Rivasseau & Bouchet, 2012
- Famiglia Buccinidae Rafinesque, 1815
- Famiglia Colubrariidae Dall, 1904
- Famiglia Columbellidae Swainson, 1840
- Famiglia † Echinofulguridae Petuch, 1994
- Famiglia Fasciolariidae Gray, 1853
- Famiglia Melongenidae Gill, 1871 (1854)
- Famiglia Nassariidae Iredale, 1916 (1835)
- Famiglia Pisaniidae Gray, 1857
- Famiglia Tudiclidae Cossmann,1901